# Sporting Clube de Pombal
Sporting Clube de Pombal é um clube de futebol de Portugal na cidade de Pombal no distrito de Leiria, fundado a 20 de Outubro de 1922 em Pombal, sendo o primeiro e maior clube do concelho.
É a 10ª filial do Sporting Clube de Portugal.
Em 2014, sagrou-se campeão distrital.

## Títulos
O Sporting Clube de Pombal detém os seguintes títulos:
- 2001/02 - II Divisão - Série Centro
- 1937/38 - Campeonato Distrital de Leiria – 1ª Zona
- 1938/39 - Campeão da 2ª Divisão Distrital
- 1950/51 - Campeão Distrital da 2ª Divisão Distrital
- 1951/52 - Taça Magalhães Pessoa
- 1953/54, 2013/14 e 2023/24 - Campeonato de Honra LizSport
- 1979/80 - Campeão Distrital de Futebol Feminino
- 1979/80 - Campeão Distrital de Atletismo
- 1988/89 - Campeão Distrital de Juniores
- 1999/00 - Campeão Nacional da III divisão B
- 2004/05 - Campeão Distrital de juniores
- 2015/06 - Campeão Distrital de Juniores
- 2013/14 e 2016/17 - Taça AFL
- 2013/14 e 2022/23 - Supertaça António Vieira Ascenso

## Estádio
A equipa Sénior disputa os jogos no Estádio Municipal de Pombal, com capacidade para 1 300 pessoas.
Campo de Jogos Dr. Armindo Carolino onde também se realizam os jogos dos escalões mais jovens.

## Modalidades
Conta com 1 200 associados e dedica-se à prática das seguintes modalidades:
- Futebol de Onze (Seniores, Juniores, Juvenis, Iniciados, Infantis Sub/11 e Sub/12 e Escolas);
- Campismo;
- Natação;
- Ginastica acrobática;
- Karaté.